# Schloss Auerbach (Oberpfalz)

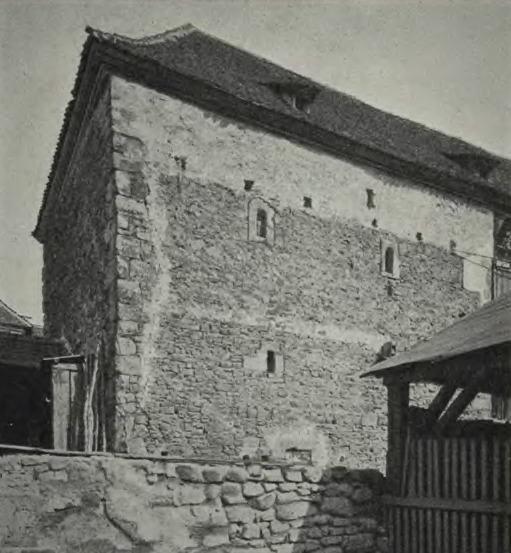
Schloss Auerbach in der Oberpfalz

Das Schloss Auerbach ist ein abgegangenes Schloss in der Oberpfälzer Stadt Auerbach im Landkreis Amberg-Sulzbach von Bayern. Es lag ursprünglich im Norden der Stadt und war von dieser durch einen Graben getrennt und durch eine Ringmauer sowie einen Graben umschlossen. Die Anlage wird als Bodendenkmal unter der Aktennummer D-3-6335-0004 im Bayernatlas als „untertägige Befunde des abgebrochenen frühneuzeitlichen Schlosses von Auerbach i.d. Opf, zuvor mittelalterliche Burg“ geführt.

## Geschichte
Auerbach war im Hochmittelalter eine Bamberger Vogtei. Die Bamberger Kirchenlehen waren an die Grafen von Sulzbach vergeben; nach dem Tod des einzigen Sohnes (Berengar II.) des Grafen Gebhard III. von Sulzbach, bei dem Vierten Italienzug 1167 gelangten diese Lehen an Kaiser Friedrich Barbarossa und wurden 1188 nach dem Tod von Gebhard III. endgültig staufisch. Durch die Konradinische Schenkung von 1269 erwarb der Wittelsbacher Herzog Ludwig der Strenge von Oberbayern die Vogteien von Auerbach, Vilseck und Hersbruck sowie weitere ehemals Sulzbacher Güter. Mit dem Tod von Gebhard VII., dem letzten Grafen von Hirschberg, kamen 1305 auch die anderen Teile des Sulzbachischen Erbes an die Wittelsbacher. 1373 wird das Landgericht Auerbach vom Landgericht Sulzbach abgetrennt.
Vermutlich wurde das Schloss Auerbach von den Grafen von Sulzbach als Sitz eines Vogtes für ihre Kirchengüter im Nordgau außerhalb des Marktes Auerbach errichtet; die Namen der frühesten Vögte und Landrichter sind nicht bekannt. Nachdem im 14. Jahrhundert die Stadt nach Westen erweitert worden war, wurde an anderer Stelle ein neues Schloss als Sitz des Pflegers errichtet. Das romanische Schloss wurde entfestet und bildete das Rückgebäude des Anwesens Nr. 105 am Marktplatz.

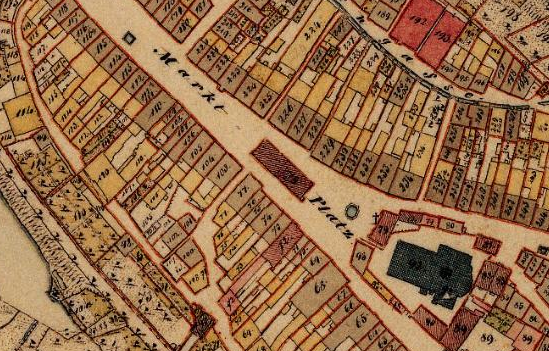
Plan von Auerbach im Urkataster von Bayern; das Schloss bilden die hinteren Gebäude im Hauskomplex Nr. 105

Mitte des 14. Jahrhunderts wird hier die aus der Ministerialität hervorgegangene Nürnberger Patrizierfamilie der Stromer von Reichenbach genannt. 1476 wurde hier Heinrich Stromer geboren, später Rektor der Universität Leipzig und Begründer von Auerbachs Keller in Leipzig; auch Johann Stromer, zuletzt Professor für Kirchenrecht in Jena. Nach zwei Jahrhunderten kam das Burganwesen 1620 an den Tuchscherer Hans Neumüller, der eine Frau aus dem Geschlecht der Stromer geheiratet hatte. Sein Sohn Leonhard wird 1657 als Besitzer erwähnt. 1672 hatte der Wirt und Organist Johann Hertl das im Dreißigjährigen Krieg ausgebrannte Gebäude „wieder unter Dach gebracht“. 1680 bis 1695 folgte der Wirt und Schuhmacher Hans Buchfelder. Dieser verkaufte das Anwesen 1695 um 500 fl an Johann Eder, Bürgermeister und Gastwirt zu Auerbach. Sein Sohn Georg Jakob Ignaz Eder war kurfürstlicher Forstmeister und hatte das Gebäude von 1792 bis 1828 inne. Seine Erben sind hier mit den „Eder’schen  Relikten“ zwischen 1828 und 1833 eingetragen. Von 1834 bis 1870 hatte der Metzgermeister Kaspar Fellner das Gebäude inne. Auf ihn folgte sein Sohn Karl Fellner von 1870 bis 1879 und dann wieder dessen Sohn Gabriel von 1879 bis 1904. 1904 folgte der Metzgermeister und Wirt Paul Wittmann im Besitz nach.

## Baulichkeit
Der Palas des Schlosses hatte einen Grundriss von 10 m Länge und 7,5 m Breite und war rund 8 m hoch. Die Mauerstärke erreichte im Erdgeschoss ca. einen Meter. Der Bau war aus Bruchsteinen errichtet worden, besaß aber an den Ecken Bossenquader mit Randschlag. An der östlichen Langseite befanden sich in 6 m Höhe zwei schmale romanische Rundbogenfenster mit Werksteinen. Auch auf der gegenüberliegenden Seite waren ursprünglich zwei solche Fenster, die aber später zugemauert wurden. Im oberen Teil des Baus war ein einziger, flachgedeckter Saal. Im unteren Teil der Ostseite befand sich noch ein romanisches Fenster, andere kleine und unregelmäßige Fensteröffnungen stammten aus späterer Zeit. Ursprünglich war der Bau mit Zinnen gekrönt, wurde aber im 17. Jahrhundert durch ein Walmdach abgeschlossen. Ein großes rundbogiges Portal an der Ostseite wurde erst im frühen 17. Jahrhundert ausgebrochen; an seinem Bogen war die Inschrift „16 – HN – 06“ zu erkennen, vermutlich ein Hinweis auf seinen damaligen Besitzer Hans Neumüller. Zur gleichen Zeit dürfte auf der Westseite ein kleineres und ebenfalls rundbogiges Portal ausgebrochen worden sein. An der Westseite des Palas’ wurden vermutlich im 14. Jahrhundert weitere Bauten angefügt, über deren Aussehen nichts bekannt ist. An der Nordwand war vorübergehend ein Gebäude angefügt worden, worauf die Balkenlöcher über den romanischen Fenstern hinweisen.
Der Gesamtkomplex brannte 1430 während der Hussitenkriege ab, ebenso 1634 im Dreißigjährigen Krieg, und er wurde auch beim Stadtbrand von 1868 schwer beschädigt. Ab 1747 wurde das Schloss als Getreidespeicher genutzt, der 1788 zusammenstürzte und nicht mehr aufgebaut wurde.
Ein Chronist sprach 1839 in ironischer Weise von einer „herrlichen Ruine“. 1905 bestand noch ein Teil der nördlichen Umfassungsmauer als Teil eines Stadels. Die Mauer bestand im unteren Teil aus Sandsteinquadern; in der oberen Bruchsteinwand waren noch Schießscharten zu sehen. 1971 wurde die Stadtburg abgerissen.